# Kanton Olmedo
Olmedo – kanton w prowincji Manabí, w Ekwadorze. Stolicą kantonu jest Olmedo.